# Aprilia Moto 6.5
Die Aprilia Moto 6.5 war ein Motorrad des italienischen Motorradherstellers Aprilia.

## Geschichte
Der französische Designer Philippe Starck entwarf für Aprilia die Moto 6.5, die im Herbst 1994 in Bologna präsentiert wurde. Bereits 1996 lief die Produktion wegen zu geringer Nachfrage aus.
Die Verkaufsbezeichnung Motó [ˈmɔ:to] ist die italienische Bezeichnung für Motorrad.

## Konstruktion
Angetrieben wird das unverkleidete Motorrad von einem flüssigkeitsgekühlten Einzylindermotor, der bereits in der Reiseenduro Aprilia Pegaso 650 eingesetzt wurde. Der Viertaktmotor hat drei Ein- und zwei Auslassventile und erzeugt aus 650 cm³ Hubraum eine Nennleistung von 31 kW (42 PS). Eine Ausgleichswelle reduziert Motorvibrationen. Ein Vor- und zwei Endschalldämpfer reduzieren Motorgeräusche. Der Kraftstofftank ist aus Kunststoff und fasst 16 Liter.

## Kritiken
Der Benzinhahn war anfangs zu hoch positioniert, so dass nicht der volle Tankinhalt genutzt werden konnte. Die Erstbereifung war wenig fahrstabil und neigte zu einem „nervösen Fahrverhalten“, auch eine Pendelneigung bei höheren Geschwindigkeiten und eine Längsrillenempfindlichkeit wurde kritisiert. Die Federelemente waren nicht homogen, das Zentralfederbein sehr weich abgestimmt und die Dämpfung zu unsensibel.

“The Aprilia Moto 6.5 was designed as a chic town motorcycle and that’s where it works best: nimble steering, narrow seat and plush, pot-hole-proof suspension makes it ideal at traffic carving. Thin saddle means, however, that it’s ill suited to long rides.”

„Die Aprilia Moto 6.5 wurde als schickes Stadtmotorrad entworfen und funktioniert dort am besten: Eine flinke Steuerung, schmaler Sitz und ein komfortables, schlaglochgeprüftes Fahrwerk macht sie ideal zum Fädeln durch den Stadtverkehr. Ein dünner Sattel bedeutet allerdings auch, dass sie für lange Touren ungeeignet ist.“

“This is not a bike for riders seeking either speed or touring ability but, provided its limitations are accepted, the Moto 6.5 works well. There are motorcycles that provide more versatility for similar money. But Starck's creation backs up its stylish looks by being nippy, practical – and much more fun than public transport.”

„Dies ist kein Motorrad für Fahrer, die nach Geschwindigkeit oder Langstreckenfähigkeit suchen, doch unter der Voraussetzung, dass man ihre Einschränkungen akzeptiert, funktioniert die Moto 6.5 gut. Es gibt Motorräder, die mehr Vielseitigkeit zum gleichen Preis bieten. Doch Starks Schöpfung bekräftigt dessen modisches Aussehen dadurch, flink und praktisch zu sein – und viel mehr Spaß zu bieten als öffentlicher Personennahverkehr.“